# اپندورف (شرکت)
اپندورف (انگلیسی: Eppendorf) شرکت آلمانی فعال در حوزه علوم زیستی می باشد. این شرکت در زمینه تجهیزات آزمایشگاهی مورد نیاز صنایع، آزمایشگاه ها و مراکز تحقیقاتی از جمله انواع تجهیزات نمونه برداری مانند پیپت و همچنین بیوراکتورها و فرماتورها فعالیت دارد.